# Barbara Balldini
Barbara Balldini (* 5. Februar 1964 in St. Johann in Tirol) ist eine österreichische Kabarettistin, Autorin, Sexualpädagogin, Lebens- und Sozialberaterin sowie Wirtschafts- und Organisationstrainerin.

## Ausbildung
1992 schloss Balldini ihre Ausbildung zur Sozial- und Berufspädagogin ab. Acht Jahre später folgte die Ausbildung zur Wirtschafts- und Organisationstrainerin. Im Jahre 2000 begann Balldini das Studium zur Diplom-Sexualpädagogin in Wien, welche sie 2003 mit Auszeichnung abschloss.

## Kabarett
Erfahrungen aus ihrer eigenen Praxis für Ehe- und Familienfragen sowie Sexualthemen haben sie dazu inspiriert, seit 2007 das Thema Sexualität auf humorvolle Art einem breiten Publikum, in Form von Vortragskabaretts, zugänglich zu machen. Die Programme wurden in Österreich, Deutschland, Liechtenstein, Schweiz und Südtirol aufgeführt.
- Von Liebe, Sex und anderen Irrtümern. April 2007.
- Heart Core – SEXtra LUSTig. Jänner 2010.
- Balldini „kommt“. März 2013.
- Verkehrstauglich. Premiere am 15. Februar 2016 im CasaNova Vienna
- Balldinis Night (2018)
- g’hörig durchgeknallt (2020)
- Flachgelegt (2023)
- Höhepunkte (2025)

## Publikationen
- Einmal Schlampe, immer Schlampe. Verlag Kyrene, Innsbruck, 2010, ISBN 978-3-902873-37-8.
- Besser Schlampe als gar kein Sex – Intimer Schriftverkehr.[5] Verlag Kyrene, Innsbruck 2010, ISBN 978-3-900009-66-3.
- Nackte Halbwahrheiten …auch Schlampen können weinen. Verlag Kyrene, Innsbruck 2012, ISBN 978-3-902873-00-2.
- Balldinis Gaumensex. Barbara Balldini und Thomas Hofmann, Kochbuch für Genuss und Liebe, Eigenverlag, 2015.